# Шишлово
Шишлово (пол. Szyszłowo) — село в Польщі, у гміні Островіте Слупецького повіту Великопольського воєводства.
Населення — 368 осіб (2011).
У 1975-1998 роках село належало до Конінського воєводства.

## Демографія
Демографічна структура станом на 31 березня 2011 року:
|          | Загалом | Допрацездатний вік | Працездатний вік | Постпрацездатний вік |
| -------- | ------- | ------------------ | ---------------- | -------------------- |
| Чоловіки | 184     | 49                 | 118              | 17                   |
| Жінки    | 184     | 42                 | 105              | 37                   |
| Разом    | 368     | 91                 | 223              | 54                   |